# Gimje
Gimje (hangul 김제, hanja 金堤) är en stad i den sydkoreanska provinsen Norra Jeolla. Invånarantalet var 86 000 i slutet av 2019, varav 43 000 bodde i själva centralorten.

## Administrativ indelning
Centralorten Gimje med den närmaste landsbygden är indelad i fyra stadsdelar (dong), Geomsan-dong, Gyowol-dong, Sinpung-dong och Yochon-dong.
Ytterområdet utanför centralorten är indelat i en köping (eup) och fjorton socknar (myeon), Baekgu-myeon, Baeksan-myeon, Bongnam-myeon, Buryang-myeon, Cheongha-myeon, Geumgu-myeon, Geumsan-myeon, Gongdeok-myeon, Gwanghwal-myeon, Hwangsan-myeon, Jinbong-myeon, Juksan-myeon, Mangyeong-eup, Seongdeok-myeon och Yongji-myeon.